# Jean Jacques Régis de Cambacérès
Jean-Jacques-Régis de Cambacérès, Duque de Parma (18 de octubre de 1753-8 de marzo de 1824) fue un abogado y político francés, recordado principalmente por ser uno de los autores principales del Código Civil francés, que todavía es la base de la legislación francesa. Fue segundo cónsul de la República desde 1799 a 1804.

## Biografía

### Origen y familia
Nació en Montpellier en una familia de magistrados pertenecientes a la antigua nobleza de toga de la ciudad. Estudió derecho en la Facultad de Montpellier. Abogado recibido en 1771, sucedió a su padre en la oficina del asesor de la Corte de Auditores, Ayudantes y Finanzas de Montpellier en 1774. 
Sus hermanos fueron Étienne Hubert de Cambacérès, que fue arzobispo de Rouen, senador y cardenal; Jean-Pierre-Hugues Cambacérès, general. Hijo del general, su sobrino, fue Pierre Marie Jean Pierre Hubert de Cambacérès, conocido como el duque de Cambacérès, que fue par de Francia bajo Luis Felipe I, después senador y gran maestro de ceremonias de Napoleón III.

### La Revolución francesa
Desde 1789 participó activamente en la Revolución francesa, en el consejo municipal de Montpellier, luego como procurador del síndico del distrito y presidente del tribunal criminal de Hérault. En 1792, fue elegido diputado por el departamento de Hérault para la Convención Nacional. Durante el proceso del rey Luis XVI, alegó que la convención no tenía el poder de funcionar como un tribunal y exigió que el rey dispusiese de los medios necesarios para su defensa. Sin embargo, votó por la muerte del Rey, pero pidió que la ejecución fuese retrasada hasta después del fin de las hostilidades. Dentro del Comité de seguridad general, votó por el arresto de los girondinos en junio de 1793. En 1793 fue encargado, junto con Merlin de Douai, de la clasificación de las leyes y de su unificación en un único cuerpo.
Redactó numerosas leyes y se encargó de coordinar la redacción del Código Civil francés realizada por los «montañeses». Los dos primeros proyectos fueron presentados en 1793 y 1794. El primero fue rechazado por ser demasiado largo y no lo suficientemente revolucionario. El segundo corrió la misma suerte: demasiado corto. Un tercer proyecto fracasó en 1796, igualmente víctima de luchas políticas. La versión definitiva no llegará hasta 1804. En 1794 fue elegido presidente de la Convención nacional, y luego presidió el Comité de Salud Pública.
En enero de 1791, Cambacérès compró el dominio de Saint-Drézéry, hasta el momento en manos del capítulo de la catedral de Montpellier y vendido como bien nacional por el municipio. En la época era vicepresidente del consejo municipal y Cambacérès tuvo que usar un testaferro para comprar el dominio, que legó a la catedral de Montpellier a su muerte.

#### El Directorio
Fue elegido para el Consejo de los Quinientos en 1795. Ejerció funciones diplomáticas y negoció la paz con España. En 1796 preparó un tercer proyecto de código civil, sin éxito. No fue reelegido por ser diplomático en 1797 y en 1798 su elección fue anulada. El 20 de julio de 1799, fue nombrado ministro de Justicia, puesto que le permitió apoyar el golpe de Estado del 18 de Brumario (9 de noviembre).

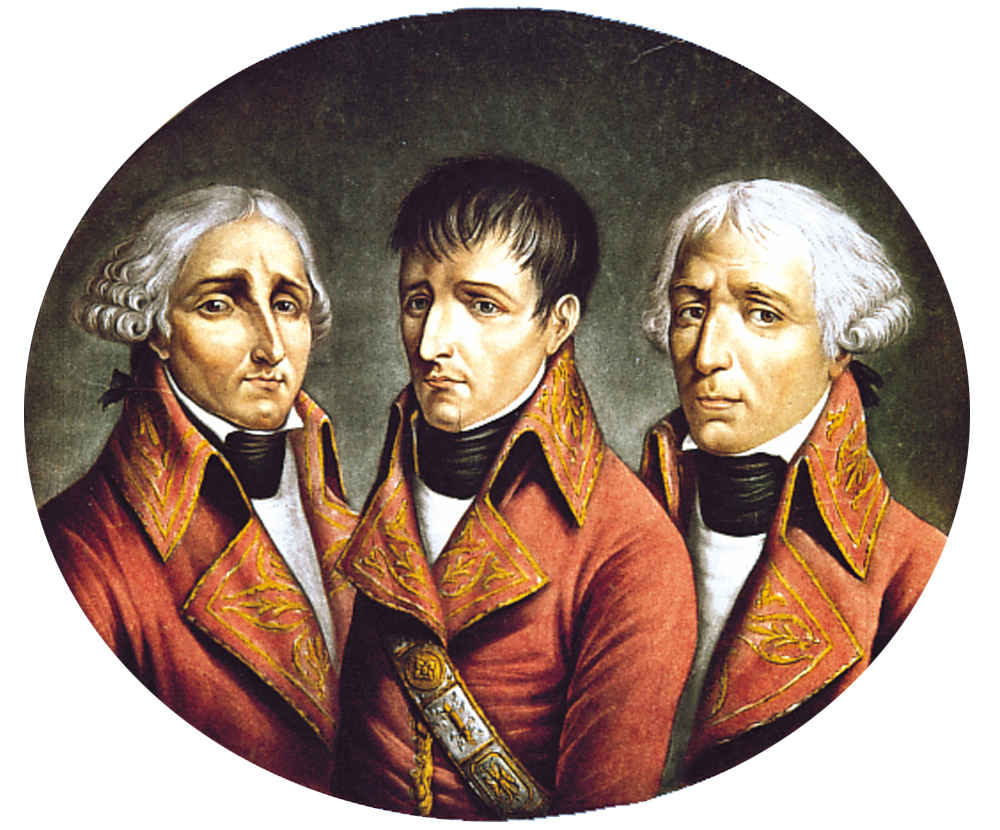
Los tres cónsules: Cambacérès, Napoléon, Lebrun.

### El Consulado
El 11 de nivoso del año VIII (1 de enero de 1800), fue nombrado segundo cónsul, en sustitución de Sieyès, que había sido un cónsul provisional. En 1801, fue uno de los fundadores de la Société d'encouragement pour l'industrie Nationale («Sociedad de apoyo para la industria nacional»), con Jean Antoine Chaptal y Benjamin Delessert. En 1803 es nombrado miembro de la Academia francesa, de donde fue expulsado en 1816.

### Primer Imperio
Fue nombrado príncipe archicanciller tras la proclamación del Primer Imperio Francés en 1804. Durante los numerosos desplazamientos del emperador durante las operaciones militares, se encargaba de la presidencia del Senado y el Consejo de Estado, así como de la dirección de la administración. Nombrado príncipe del Imperio y duque de Parma en 24 de abril de 1808, acumuló una fortuna considerable y su mesa era famosa por sus fastos. Participó en el renacimiento de la masonería francesa y tomó la dirección de todas las obediencias. En 1814, sin tener el título, es el auténtico regente de Francia, lo que no impide que votara en el senado la deposición de Napoleón.
Se le atribuyen las palabras, «En público llamadme "Su Alteza Serenísima", en privado "Mi señor" será suficiente.»
Fue la principal mente detrás de la redacción del Código civil francés y supo aprovechar los trabajos de los grandes juriconsultos de los siglos anteriores, sobre todo los de Portalis; es el autor del Discours préliminaire du Projet de code civil («Discurso preliminar del proyecto de código civil»). El 30 de ventoso del año XII (21 de marzo de 1804), gracias a la estabilización política conseguida bajo el Consulado, el código civil fue promulgado finalmente.

### La Primera Restauración, los Cien Días y la Segunda Restauración

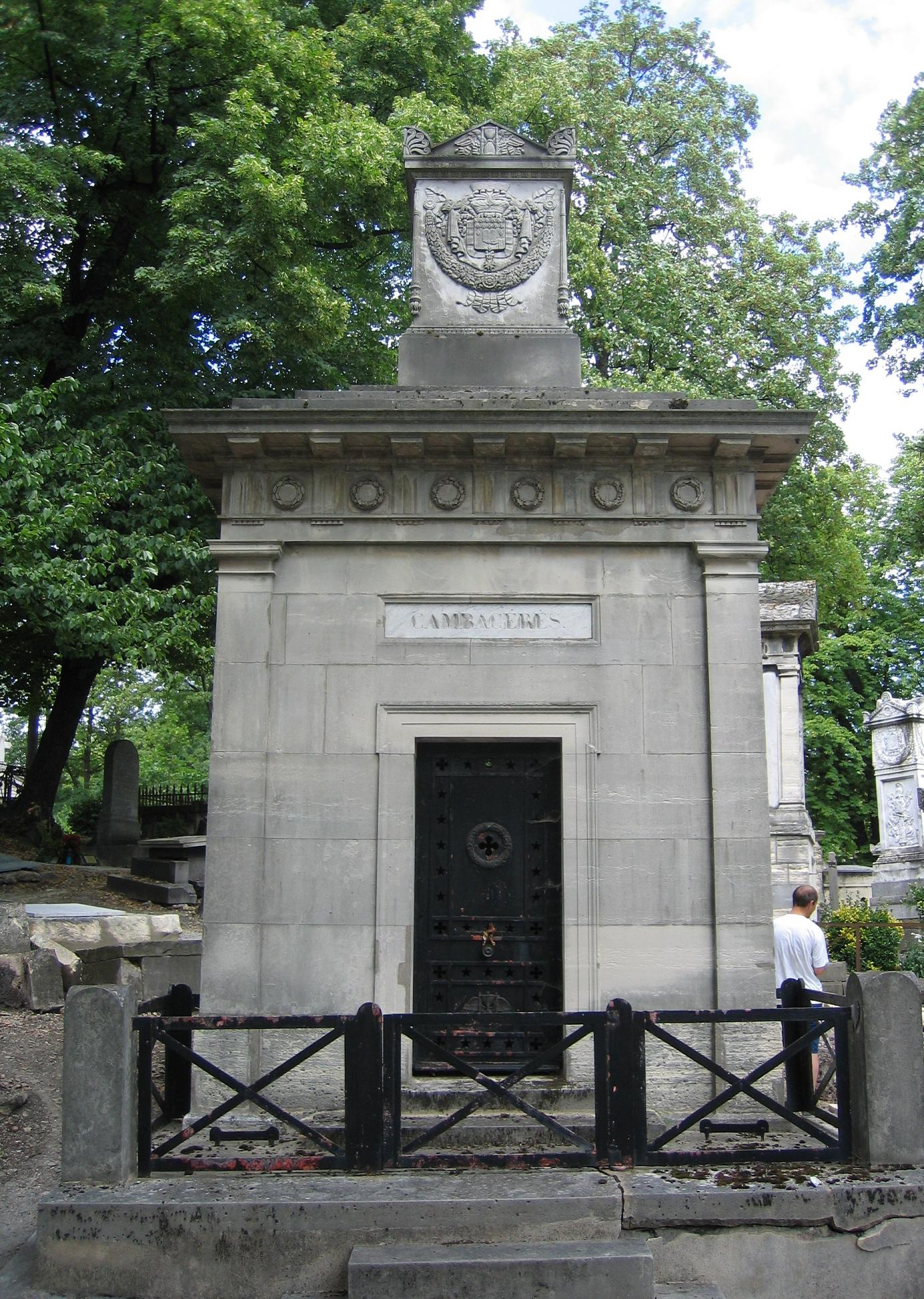
Tumba de Cambacérès, París.

Retirado de la vida política tras la vuelta de la monarquía en 1814, volvió durante los Cien Días. Recuperadas todas sus dignidades tras su vuelta de la isla de Elba, el 2 de junio de 1815 es nombrado Par de Francia, presidente de la Cámara alta y, de forma interina, ministro de Justicia, funciones que son ejercidas por M. Boulay, de la Meurthe, consejero de Estado.
Esto le valió el exilio a Bruselas tras la caída definitiva de Napoleón.
Habiendo perdido su título de duque de Parma, toma el de duque de Cambacérès, título que le será confirmado a la familia en 1857 durante el Segundo Imperio. Finalmente se refugió en la fe y cierto barón (citado por Pierre Larousse en Flore Latine) escribió sobre sus últimos días: «Cuando digo Cambacérès, debéis imaginaros un viejo respetable, con peluca y traje marrón, yendo todas las mañanas a Sainte-Gudule, nuestra catedral, cerca de la cual vive; un criado le sigue llevando un gran libro de horas. Allí Cambacérès se arrodilla sobre la tierra desnuda, oye la misa y queda sumido en sus meditaciones: Quantum mutatus ab illo!». Se le autorizó volver del exilio en 1818, pero ya no tuvo ningún papel político y murió en París en 1824. Sus restos están enterrados en el cementerio del Père-Lachaise.

## Homosexualidad y código civil
Su homosexualidad y su gusto por los jóvenes muchachos era bien conocida por sus contemporáneos. Un día, llegando Cambacérès tarde a una entrevista con Bonaparte, le dijo al emperador que había sido retenido por unas damas. Napoleón le habría respondido «Cuando se es esperado por el emperador, se terminan rápidamente los asuntos con esas damas y se les dice: "toma tu bastón y tu sombrero y vete".» También se le conocía por el sobrenombre de «Tante turlurette». 
A menudo se considera de forma errónea que el Código Civil de 1804 es el origen de la despenalización de la homosexualidad en Francia y se atribuye habitualmente tal decisión a Cambacérès, por ser el principal arquitecto de dicho Código, y en tanto el Código Civil era un compendio de leyes que reglamentaba la vida civil de los franceses. Pero la legislación de Napoleón que es relevante sobre el tema es de hecho el código penal de 1810, que no fue obra de Cambacérès y que, en cualquier caso, no hacía más que confirmar las disposiciones del primigenio Código Penal de 1791 que no mencionaba la sodomía como un delito. Es decir, fue la Convención revolucionaria el ente que en realidad descriminalizó la homosexualidad.